# النواصر
النواصر هي مدينة مغربية في الوسط الغربي للبلاد. تقع النواصر ضمن إقليم النواصر جنوبي الدار البيضاء بمحاذاة مطار محمد الخامس الدولي. تضم النواصر 12.696 نسمة (حسب إحصاء 2004).